# Єпархія Вербе
Єпархія Вербе (лат.: Dioecesis Verbiana) — закритий престол Константинопольського патріархату та титулярний престол католицької церкви.

## Історія
Вербе, ідентифікований із Зівінтом у сучасній Туреччині, є стародавнім єпископським престолом римської провінції Памфілія Друга в цивільній єпархії Азії. Вона входила до Константинопольського патріархату і була суфраганною архієпархії Перге.
Престол не згадується в «Схід Християнства» Мішеля Ле Квінена. У списках отців Нікейського собору 325 року Зевксій із Сярби згадується серед єпископів Памфілії, єпископства, якого немає ні в Памфілії, ні в сусідніх провінціях. Деякі автори пропонували виправити Сярба за допомогою Berbé (Вербе); Ле Квін, інтерпретуючи Сярбу по-іншому, відносить Зевксію до єпархії Лірбе.
Зевксій також був би єдиним відомим єпископом цієї єпархії, що, однак, задокументовано в Notitiae Episcopatuum Константинопольського патріархату до ХІІ століття.
З 1926 року Вербе зараховується до титулярного єпископського престолу Католицької Церкви; з 11 березня 2022 року титулярним єпископом є Рафік Нахра, єпископ -помічник Єрусалимського латинянського пптріарха.

## Хронотаксис

### Грецькі єпископи
- Зевксій † (згадується в 325 р.)

### Титулярні єпископи
- Джон Алоїзіус Коулман † (31 травня 1929 — 15 липня 1932, змінив єпископа Армідейла)
- Еміль Бартес † (помер 16 серпня 1932 — 18 травня 1939)
- Хосе де Хесус Манрікес і Сарате † (1 липня 1939 — 28 червня 1951 помер)
- П'єтро Оссола † (1 грудня 1951 — 25 серпня 1954 помер)
- Едмунд Френсіс Гіббонс † (помер 10 листопада 1954 — 19 червня 1964)
- Джеймс Едвард Майклз, SSCME † (помер 15 лютого 1966 — 21 вересня 2010)
- Теодоро Мендес Таварес, CSSp. (16 лютого 2011 — 10 червня 2015 призначений єпископом-коад'ютором Понта-де-Педрас)
- П'єрбаттіста Пізабалла, OFM (24 червня 2016 — 24 жовтня 2020 призначений Патріархом Єрусалиму Латинським)
- Рафік Нахра, з 11 березня 2022 року

## Примітка
1. ↑  Honigmann, Byzantion 14 (1939), p. 28. Sylvain Destephen, Prosopographie chrétienne du Bas-Empire 3. Prosopographie du diocèse d'Asie (325—641), Paris, 2008, p. 976.
2. ↑  Michel Le Quien, Oriens christianus in quatuor Patriarchatus digestus, Parigi, 1740, Tomo I, coll. 1009—1010.
3. ↑  Jean Darrouzès, Notitiae episcopatuum Ecclesiae Constantinopolitanae. Texte critique, introduction et notes, Paris, 1981, indice p. 486, voce Barbè.